# Pierre Hippolyte Faure
Pour les articles homonymes, voir Pierre Faure (homonymie).
Pierre Hippolyte Faure, né le 26 août 1816 à Châlons-sur-Marne (Marne) et mort le 7 avril 1907 à La Chaussée-sur-Marne (Marne), est un homme politique français.

## Biographie
Pharmacien à Châlons-sur-Marne, conseiller général du canton de Châlons-sur-Marne, il est député de la Marne de 1877 à 1889, inscrit au groupe de l'Union républicaine.
Il est inhumé à La Chaussée-sur-Marne.

## Décorations
- Chevalier de la Légion d'honneur[1]

## Sources
- « Pierre Hippolyte Faure », dans Adolphe Robert et Gaston Cougny, Dictionnaire des parlementaires français, Edgar Bourloton, 1889-1891 [détail de l’édition]
- « Pierre Hippolyte Faure », dans le Dictionnaire des parlementaires français (1889-1940), sous la direction de Jean Jolly, PUF, 1960 [détail de l’édition]